# Conrad Patzig

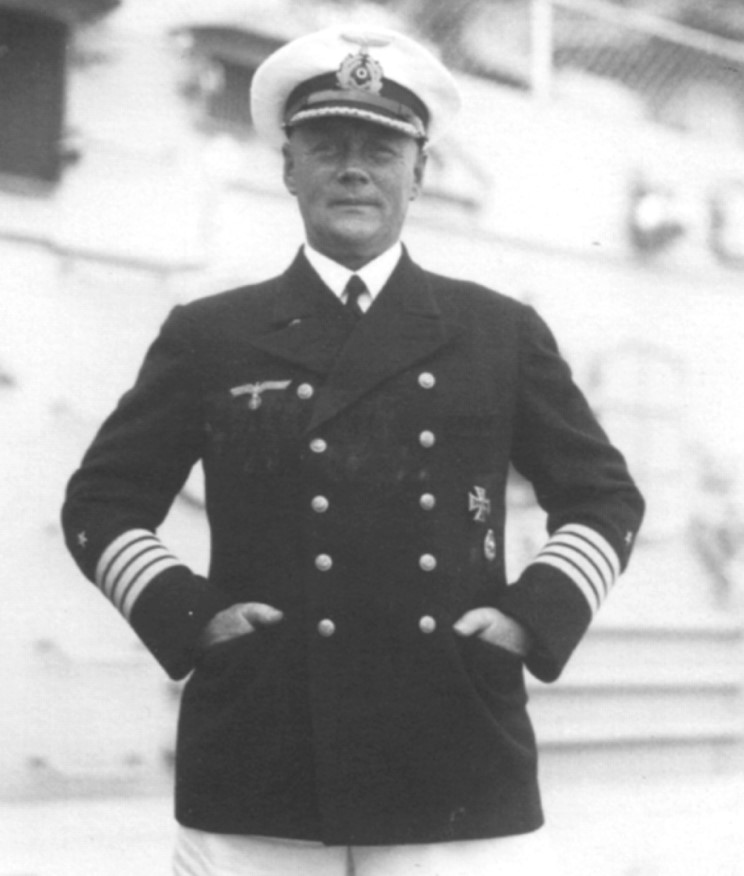
Conrad Patzig

Conrad Patzig (* 24. Mai 1888 in Marienburg; † 1. Dezember 1975 in Hamburg) war ein deutscher Marineoffizier, zuletzt Admiral im Zweiten Weltkrieg.

## Leben
Patzig trat am 3. April 1907 als Seekadett in die Kaiserliche Marine ein und erhielt seine Bordausbildung auf der Kreuzerfregatte Stein. Anschließend absolvierte er die Marineschule, wurde dort am 21. April 1908 zum Fähnrich zur See ernannt und nach dem erfolgreichen Abschluss am 1. Oktober 1909 auf das Großlinienschiff Nassau versetzt. Hier erfolgte am 28. September 1910 seine Beförderung zum Leutnant zur See sowie am 27. September 1913 zum Oberleutnant zur See. Drei Tage später endete seine Dienstzeit an Bord des Schiffes und Patzig wurde der Matrosenartillerieabteilung Kiautschou zugeteilt. Nachdem er im Pachtgebiet angekommen war, erfolgte seine Verwendung als Kompanieoffizier.
Bei Ausbruch des Ersten Weltkriegs erhielt Patzig zusätzlich das Kommando über eine Festungsbatterie und geriet nach der Kapitulation der Kolonie am 8. November 1914 in japanische Kriegsgefangenschaft. Am 22. 
 Januar 1920 wurde er aus dieser entlassen. Während der darauf folgenden Rückreise nach Deutschland mit dem Rest seiner Einheit wurde Patzig am 30. Januar 1920 zum Kapitänleutnant befördert. Später wurde er in die Reichsmarine übernommen. Dort war er zunächst Adjutant und wurde am 8. April 1921 zur Reichsmarinedienststelle Bremen versetzt. Als Navigationsoffizier war Patzig dann vom 18. September 1922 bis 14. September 1924 an Bord des Kleinen Kreuzers Berlin. Anschließend wurde er Referent der Inspektion des Bildungswesens der Marine und in dieser Dienststellung am 1. April 1926 zum Korvettenkapitän befördert. Am 24. Oktober 1927 erhielt er für ein Jahr das Kommando über die I. Abteilung der Schiffstammdivision der Ostsee in Kiel und wurde anschließend wiederum für ein Jahr als Navigationsoffizier auf das Linienschiff Schleswig-Holstein versetzt.
Patzig wurde dann am 17. Oktober 1929 als Referent in die Abwehrabteilung des Reichswehrministeriums in Berlin tätig, am 1. Oktober 1931 zum Fregattenkapitän befördert und am 6. Juni 1932 zum Abteilungsleiter ernannt. Als Kapitän zur See (seit 1. Oktober 1933) schied Patzig am 2. Januar 1935 aus dem Nachrichtendienst aus.
Er wurde zur Verfügung des Befehlshabers der Marinestation der Nordsee gestellt und am 28. Februar 1935 zum Kommandanten des Linienschiffes Schleswig Holstein ernannt. Das Kommando gab Patzig im Oktober wieder ab, um der Schiffsstammbesatzung des Panzerschiffs Admiral Graf Spee zugeteilt zu werden. Nach der Indienststellung befehligte Patzig das Schiff bis zum 1. Oktober 1937 und führte u. a. Sicherungsaufgaben während des Spanischen Bürgerkriegs durch.
Anfang Oktober 1937 erfolgte seine Versetzung zum Oberkommando der Marine, seine Ernennung zum Chef des dortigen Personalamtes sowie die Beförderung zum Konteradmiral am 1. November 1937, zum
Vizeadmiral am 1. Januar 1940 sowie zum Admiral am 1. April 1942. Am 1. November 1942 wurde Patzig zur Disposition des Oberbefehlshabers der Kriegsmarine gestellt und am 31. März 1943 schließlich aus dem aktiven Dienst verabschiedet.
Vom 8. Mai 1945 bis 15. März 1946 befand Patzig sich kurzzeitig in britischer Kriegsgefangenschaft. In den Nachkriegsjahren war er von August 1955 bis November 1957 in beratender Funktion im Personalausschuss für die Einstellung höherer Offiziere in die Bundesmarine tätig.

## Auszeichnungen
- Eisernes Kreuz (1914) II. und I. Klasse[1]
- Kolonialabzeichen[1]
- Kriegsverdienstkreuz (1939) II. und I. Klasse mit Schwertern
- Deutsches Kreuz in Silber am 22. März 1943